# Vauchelles-les-Quesnoy

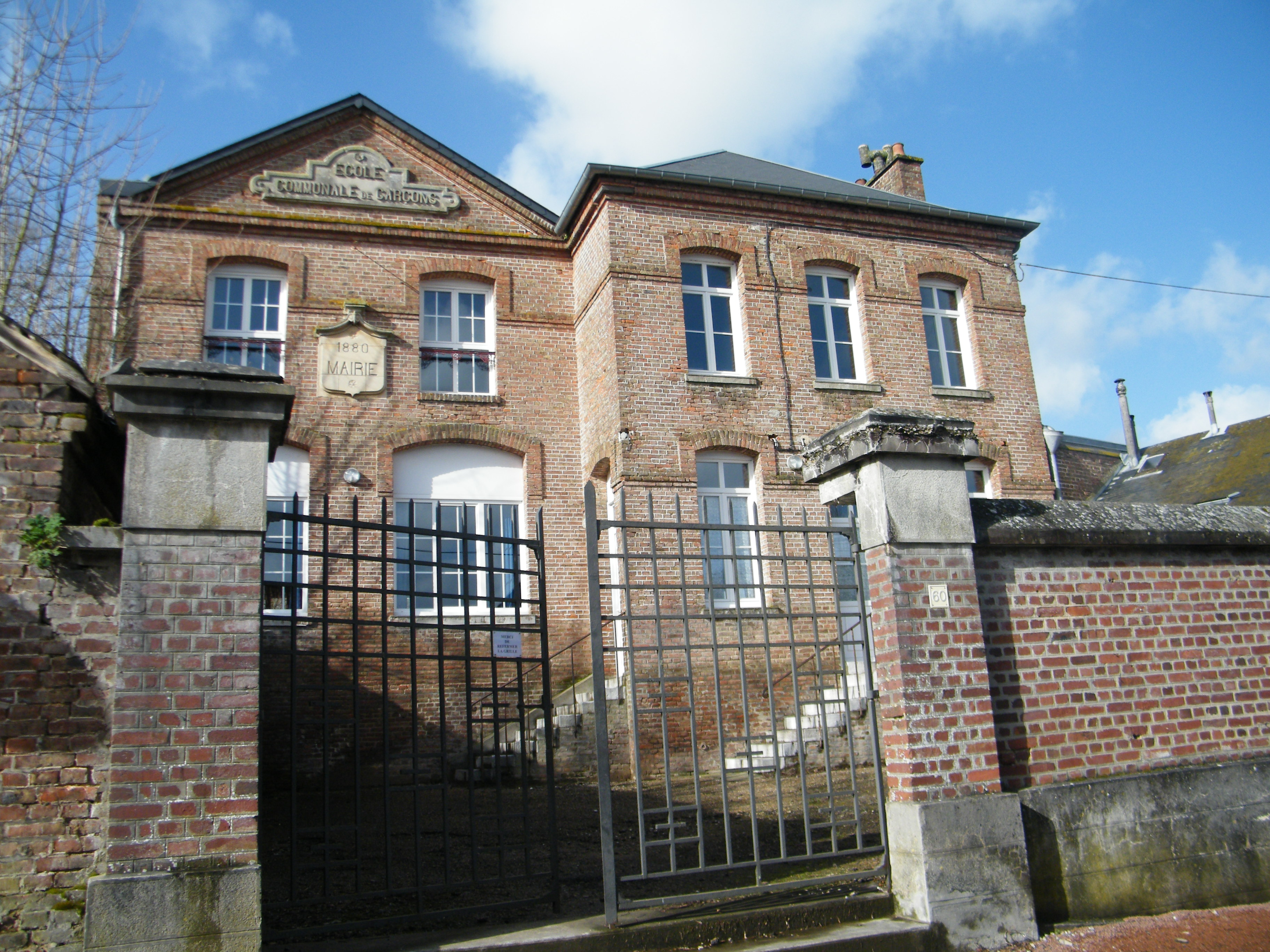
Die Mairie-École

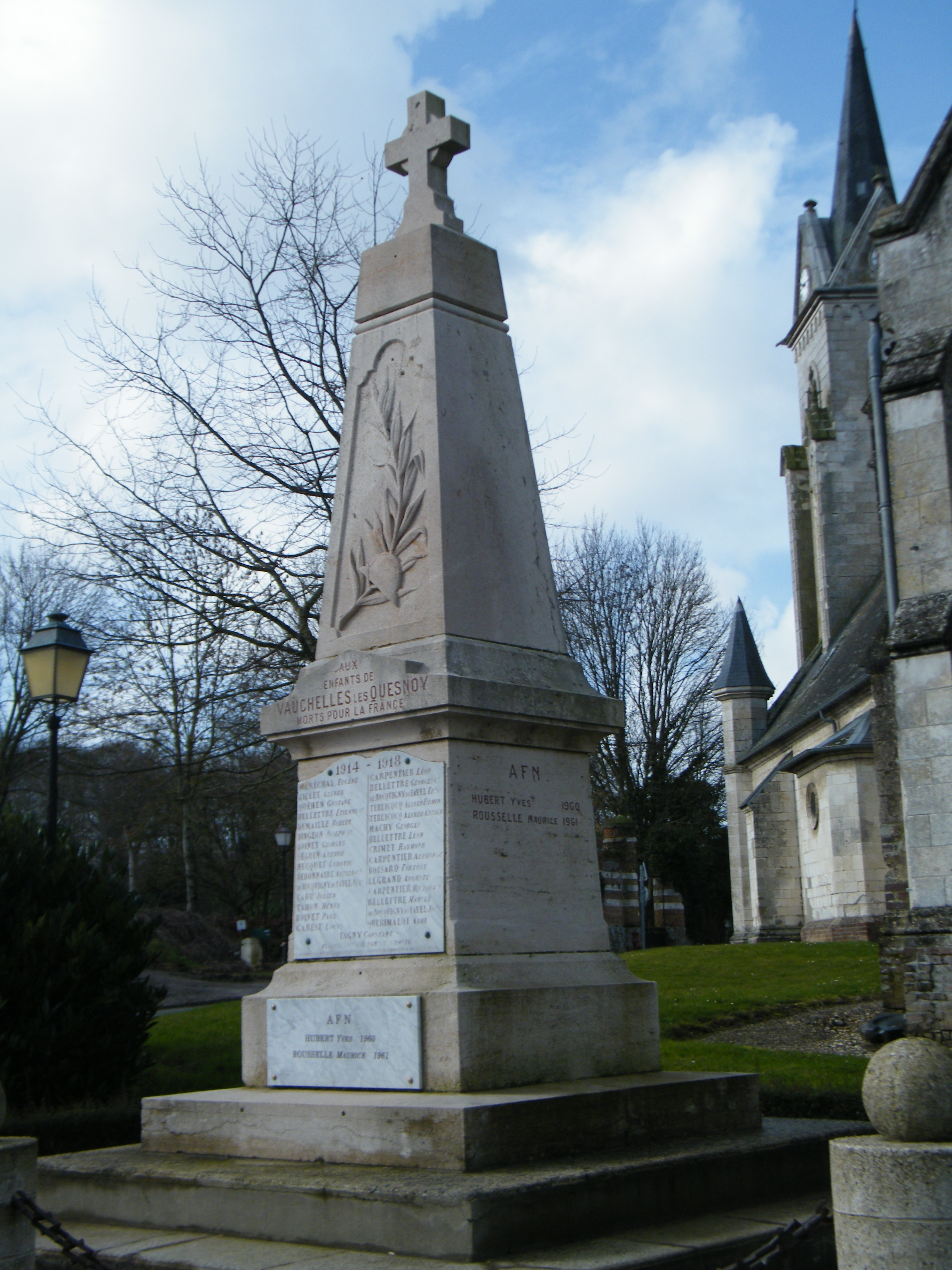
Das Kriegerdenkmal

Vauchelles-les-Quesnoy (picardisch: Veuchelle-L’Tchénoé) ist eine nordfranzösische Gemeinde mit 809 Einwohnern (Stand 1. Januar 2022) im Département Somme in der Region Hauts-de-France. Die Gemeinde liegt im Arrondissement Abbeville und ist Teil der Communauté d’agglomération de la Baie de Somme und des Kantons Abbeville-1.

## Geographie
Die Gemeinde schließt sich unmittelbar östlich an Abbeville an, deren östliches Industriegebiet teilweise schon auf ihrem Gebiet liegt, zwischen den Départementsstraßen D925 im Norden und D1001 (frühere Route nationale 1) im Süden. Die Autoroute A16 im Westen der Gemeinde besitzt eine Anschlussstelle auf dem Gemeindegebiet. Das Gemeindegebiet gehört zum Regionalen Naturpark Baie de Somme Picardie Maritime.

## Einwohner
| 1962 | 1968 | 1975 | 1982 | 1990 | 1999 | 2006 | 2011 |
| ---- | ---- | ---- | ---- | ---- | ---- | ---- | ---- |
| 607  | 640  | 734  | 856  | 889  | 830  | 859  | 853  |

## Verwaltung
Bürgermeister (maire) ist seit 2014 Régis Patte.

## Sehenswürdigkeiten
- Die gotische Kirche Notre-Dame de l‘Assomption wurde im 15. Jahrhundert errichtet.[1]
- Das Kriegerdenkmal.